# Illa Amak
L'illa Amak (en aleutià Amax és una illa deshabitada que forma part del grup de les Illes Fox, un subgrup de les illes Aleutianes, a l'estat d'Alaska, Estats Units. L'illa es troba al nord de l'extrem occidental de la península d'Alaska i al nord-oest de la població de Cold Bay. La seva superfície és de 15 km² i el seu punt més elevat és el mont Amak, un volcà que s'eleva fins als 488 msnm i que va tenir la seva darrera erupció el 1796.
Fins a primers de la dècada de 1980 habitaven a l'illa poblacions de pardal melòdic, però la desforestació de l'illa n'ajudà a la seva desaparició.